# 马文·希茨
马文·希茨（德語：Marwin Hitz；1987年9月18日—）是瑞士一名职业足球运动员，司职守门员，现效力于瑞士足球超级联赛球队巴塞爾。

## 生平
2015年2月21日，在2014－2015赛季德甲联赛第22轮比赛，奥格斯堡队主场迎战勒沃库森，希茨在最后阶段在对方禁区门前右脚扫射帮助己队扳平比分，使他也成为继2002年3月云达不来梅的罗斯特后德甲又一位在运动战中得分的门将。

## 榮譽

### 俱樂部
多特蒙德
- 德國超級盃冠軍：2019年[3]
- 德國盃冠軍：2021年[4]

## 外部連結
- Soccerway資料庫：马文·希茨